# Aigisthos

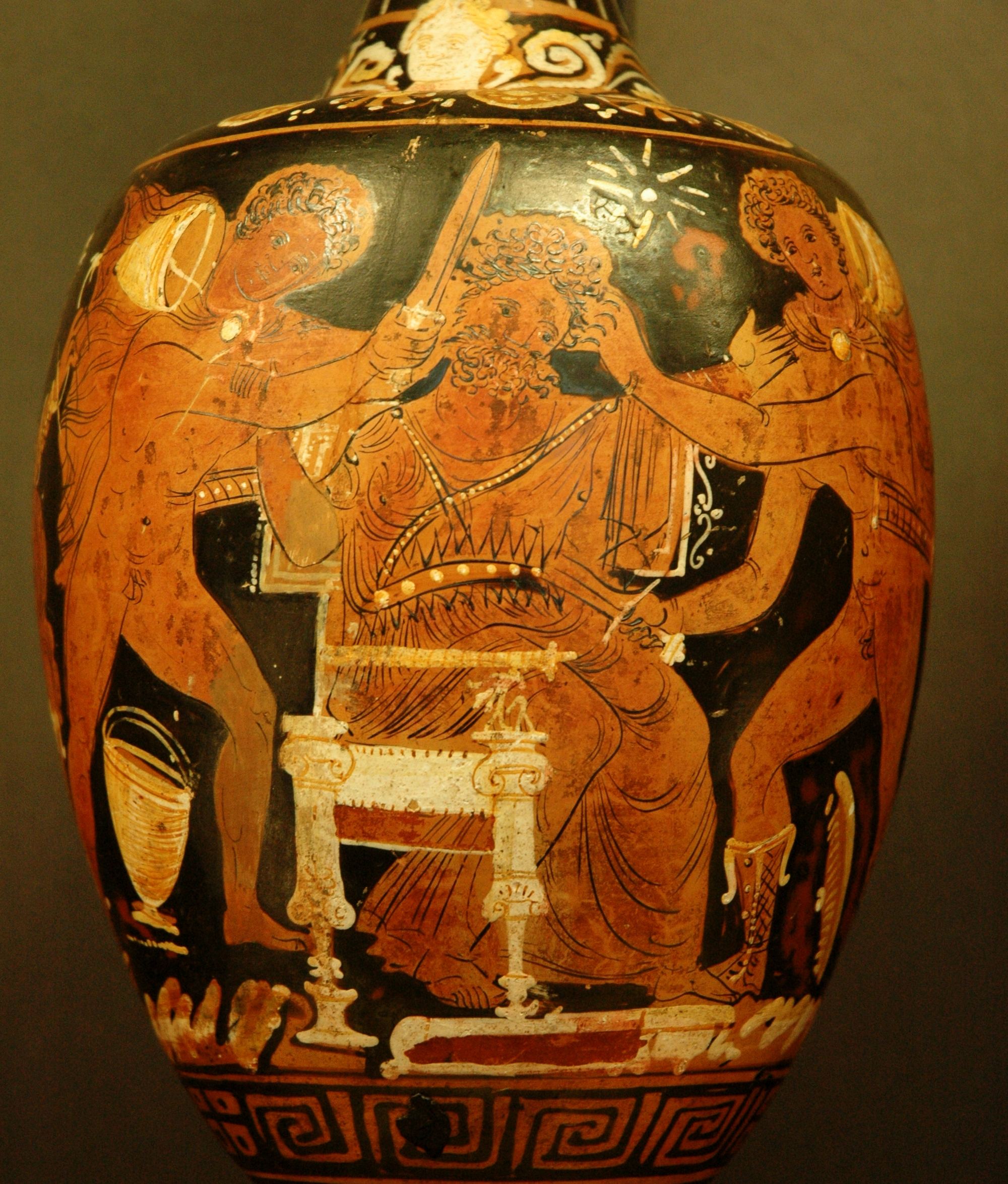
Ermordung des Aigisthos durch Orestes und Pylades

Aigisthos (altgriechisch Αἴγισθος Aígisthos, Bedeutung nicht genau bekannt, vermutet wird die Bedeutung Kraft der Ziege; lat. Aegisthus; deutsch auch Aigisth oder Ägisth) gehört in der griechischen Mythologie zum Geschlecht der Tantaliden, die nach einem Frevel des Tantalos gegen die Götter einen Fluch auf sich zogen (Tantalidenfluch). Er ist ein Sohn des Thyestes und dessen Tochter Pelopeia.

## Mythos
Thyestes, Aigisthos Vater, war nach eigener Ansicht durch seinen Bruder Atreus zu Unrecht des Thrones von Mykene beraubt worden. Darüber hinaus hatte er ein Verhältnis mit Atreus’ Ehefrau Aërope. Aus Rache tötete Atreus Thyestes’ Söhne, um sie ihm zum Mahl zu geben. Daraufhin floh Thyestes zu König Thesprotos und fragte ein Orakel, wie er nun Rache nehmen könne. Er bekam zur Antwort, er solle mit seiner eigenen Tochter Pelopeia einen Sohn zeugen, welcher Atreus töten würde. So begab er sich nach Sikyon und zeugte mit seiner Tochter den gemeinsamen Sohn Aigisthos. Nach dem Zeugungsakt ließ Thyestes seine Tochter bei Thesprotos zurück und ging nach Lydien. Pelopeia gelang es jedoch, während der körperlichen Vereinigung mit ihrem Vater, dessen Schwert zu stehlen.
Auf der Suche nach Thyestes kam Atreus zu Thesprotos. Als er Pelopeia erblickte, verliebte er sich augenblicklich in sie und hielt bei Thesprotos, den er für deren Vater hielt, um ihre Hand an und dieser gab sie ihm zur Frau. Als Aigisthos geboren wurde, schämte sich Pelopeia über den unehelichen Sohn und setzte ihn aus. Schafhirten fanden ihn und ließen ihn von einer Ziege säugen, woher vermutlich sein Name seine Bedeutung erhielt. Atreus, der nicht um die Herkunft des Jungen wusste, ließ nach ihm suchen, nahm ihn bei sich auf und zog ihn wie einen eigenen Sohn groß. Als Aigisthos erwachsen war, übergab Pelopeia ihm das Schwert seines Vaters.
Atreus schickte Aigisthos zu Thyestes, um diesen zu töten. Als er Thyestes mit seinem eigenen Schwert erschlagen wollte, erkannte dieser es wieder. Nachdem er Aigisthos erklärt hatte, dass er sein leiblicher Vater sei, kehrte Aigisthos nach Mykene zurück und tötete Atreus.
Aigisthos und Thyestes regierten nun Mykene gemeinsam und vertrieben Atreus’ Söhne Agamemnon und Menelaos ins nahe Sparta, wo König Tyndareos dem ersten seine Tochter Klytaimnestra und dem anderen Helena zur Frau gab. Als Tyndareos starb, übergab er Menelaos den Thron von Sparta, welcher seinerseits Agamemnon half, Aigisthos und Thyestes zu überwinden und König von Mykene zu werden.
Nach Dictys Cretensis heiratete Aigisthos zuerst eine Tochter des Strophios. Als jedoch Agamemnon Mykene verlassen hatte, um in den zehnjährigen Trojanischen Krieg zu ziehen, verführte Aigisthos dessen Frau Klytaimnestra. Mit ihr zeugte er einen Sohn Aletes und eine Tochter Erigone.
Aigisthos und Klytaimnestra planten Agamemnon bei seiner Rückkehr zu ermorden, deshalb sandten sie Späher aus, die sie rechtzeitig über seine Rückkehr informieren sollten. So empfingen sie den ahnungslosen Agamemnon in Mykene und töteten ihn, als er gerade sein Gewand wechselte. Nun töteten sie auch Kassandra, ihre beiden Söhne Teledamos und Pelops und den Wagenlenker Eurymedon. Elektra floh mit Orestes und rettete ihn so vor der Ermordung durch Aigisthos.
Acht Jahre später kehrte Orestes zusammen mit Pylades nach Mykene zurück. Da Aigisthos gerade abwesend war, tötete er zuerst seine eigene Mutter. Danach wurde Aigisthos aus einem Hinterhalt angegriffen und getötet. Da Orestes wegen der Ermordung der eigenen Mutter von Tyndareos verbannt wurde, übernahm Aletes die Herrschaft über die Stadt.
Aigisthos gilt den griechischen Tragödiendichtern und auch Seneca als Inbegriff des grausamen, aber feigen Verführers.